# 飛行機雲 (イケメン'ズの曲)
『飛行機雲』（ひこうきぐも）はイケメン'ズの8枚目のシングル。2012年3月21日発売。

## 収録曲
1. 飛行機雲
(作詞：横山真一郎 作曲：横山真一郎・小林俊太郎)
  - 扇屋商事60周年テレビCMソング
2. 笑顔でいこうよ
(作詞・作曲：伊東洋平)
  - スマイルみやぎプロジェクトテーマソング
3. さよならじゃなくて
(作詞・作曲：伊東洋平)
  - KHB東日本放送「いしナビ」2月度テーマソング